# Villar de Ciervo
Villar de Ciervo é um município raiano da Espanha na província de Salamanca, comunidade autónoma de Castela e Leão, de área 56,83 km² com população de 360 habitantes (2004) e densidade populacional de 6,33 hab/km².

## Demografia
| Variação demográfica do município entre 1991 e 2004 | Variação demográfica do município entre 1991 e 2004 | Variação demográfica do município entre 1991 e 2004 | Variação demográfica do município entre 1991 e 2004 |
| --------------------------------------------------- | --------------------------------------------------- | --------------------------------------------------- | --------------------------------------------------- |
| 1991                                                | 1996                                                | 2001                                                | 2004                                                |
| 490                                                 | 434                                                 | 378                                                 | 360                                                 |